# L-Imtarfa
L-Imtarfa – ou plus simplement Mtarfa – est une localité de Malte, la dernière à être créée, d'environ 2 600 habitants, située dans le centre de Malte, lieu d'un conseil local (Kunsilli Lokali) compris dans la région (Reġjun) Tramuntana.

## Origine
Mtarfa existait déjà du temps de l'Empire romain, comme en témoignent des inscriptions attribuées au Temple de Prospérine retrouvées sur les lieux.

## Histoire
Mtarfa est depuis 1890 un casernement militaire au bout de la ligne de chemin de fer La Vallette-Mtarfa. Un important hôpital naval fut construit au cours de la Première Guerre mondiale aujourd'hui transformé en une école secondaire publique, nommée Sir Temi Zammit.
Mtarfa est une ville résidentielle aux constructions collectives modernes.

## Géographie
|                  | Ir-Rabat (Malte) |        |
| Ir-Rabat (Malte) | L-Imtarfa        | Attard |
|                  |                  | Mdina  |

## Patrimoine et culture
- Une chapelle dédiée à saint Oswald y fut construite par les Britanniques.
- La tour-horloge reste le symbole des baraquements militaires.

### Personnes notables
- Walter Norris Congreve (1862-1927), ancien officier de la British Army, décédé à Mtarfa.
- David Millar est un ancien coureur cycliste écossais né à Malte.
- Andy Partridge, chanteur et guitariste du groupe XTC, y est né.

## Sources
- (mt) Alfie Guillaumier, Bliet u Rħula Maltin (Villes et villages maltais), Klabb Kotba Maltin, Malte, 2005.
- (en) Juliet Rix, Malta and Gozo, Brad Travel Guide, Angleterre, 2013.
- Alain Blondy, Malte, Guides Arthaud, coll. Grands voyages, Paris, 1997.